# Ergavia torva
Ergavia torva är en fjärilsart som beskrevs av Louis Beethoven Prout 1932. Ergavia torva ingår i släktet Ergavia och familjen mätare. Inga underarter finns listade i Catalogue of Life.